# San Juanito de Escobedo
San Juanito de Escobedo è un comune del Messico, situato nello stato di Jalisco.